# Maloti Mountains
Maloti Mountains är en bergskedja i Lesotho. Den ligger i den centrala delen av landet, 90 km öster om huvudstaden Maseru.